# Amy Sherald
Amy Sherald, née le 30 août 1973 à Columbus (Géorgie) (Géorgie), est une peintre américaine

## Biographie
En 1997, Amy Sherald obtient son baccalauréat à l'Université Clark Atlanta. Deux ans plus tard, en 1999, elle aide à installer des expositions d'œuvres d'art en Amérique centrale et du Sud.
Elle travaille à Baltimore (Maryland). Ses travaux ont pris un contexte social depuis son installation dans cette ville.
Elle est reconnue pour ses portraits empreints de justice sociale, et son inspiration par les thématiques historiques.
Elle délivre une vision personnelle et critique de l'histoire et de la représentation du corps des Afro-Américains en utilisant des tons grisâtres pour les peaux pour se distinguer du concept de race par la couleur.
À l'âge de 31 ans, on lui diagnostique une faiblesse cardiaque qui nécessite une transplantation pratiquée huit ans plus tard le 18 décembre 2012.
En février 2018, elle dévoile First Lady Michelle Obama, le portrait officiel de Michelle Obama, Kehinde Wiley réalisant celui de son mari Barack Obama. Ils sont les premiers artistes afro-américains choisis pour réaliser les portraits officiels de dirigeants américains exposés à la National Portrait Gallery de Washington,,. La même année, le Musée d'art de Baltimore achète des œuvres d'artistes racisés, dont celles d'Amy Sherald. Le musée achète ces œuvres à la suite de la vente de tableaux (autrefois dans leur collection) d'Andy Warhol, de Robert Rauschenberg et de Franz Kline.

## Récompenses
- 2016: Bethesda Painting Award
- 2016: Outwin Boochever Portrait Competition
- 2015: Semi-Finalist for Sondheim Artscape Prize
- 2014: Joan Mitchell Foundation Painters and Sculptures Grand
- 2013: Pollock-Krasner Foundation Grant